# Ferenc Esterházy
Conde Ferenc Esterházy de Galántha (em croata:  Franjo Esterházy; Pápa, 19 de setembro de 1715 – Cseklész, 7 de novembro de 1785) foi um nobre e político húngaro que serviu como bano da Croácia entre 1783 e 1785.